# خانه عمادالملک بصیری
خانه ‌‌‌عمادالملک بصیری  مربوط به دوره پهلوی اول است و در شیراز، خیابان منوچهری، پلاک ۸۲ واقع شده و این اثر در تاریخ ۸ مرداد ۱۳۸۱ با شمارهٔ ثبت ۶۰۴۴ به‌ عنوان یکی از آثار ملی ایران به ثبت رسیده است.